# Mohammad Sarwar

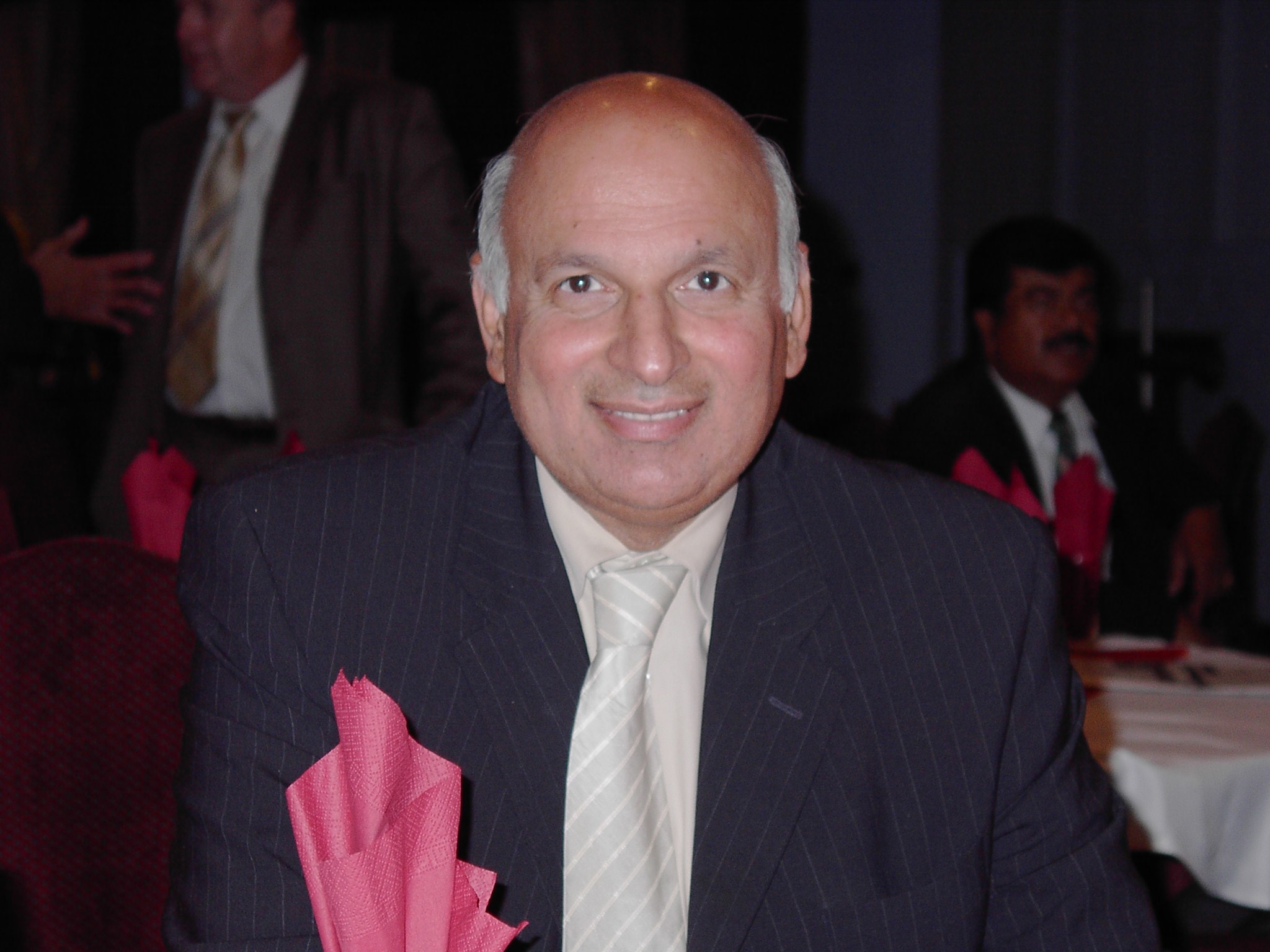
Mohammad Sarwar

Mohammad Sarwar (* 18. August 1952 in Pirmahal, Pakistan) ist ein britischer Politiker der Labour-Party und war von 1997 bis 2010 Abgeordneter im britischen Parlament für Glasgow Central. Er war der erste muslimische Abgeordnete im Vereinigten Königreich.
Sarwar studierte an der Universität Faisalabad. Er wurde bei den britischen Unterhauswahlen im Jahr 1997 in das House of Commons gewählt. Er war dort der erste Abgeordnete der den Treueeid (Oath of Allegiance) auf den Koran schwor, nachdem diese Vorgehensweise durch den Oath Act von 1978 legitimiert wurde.
Am 21. Juni 2007 gab Sarwar bekannt, dass er für die britischen Unterhauswahlen 2010 nicht mehr kandidieren werde. Sein Sohn Anas Sarwar trat seine Nachfolge als Abgeordneter für Glasgow an.